# Tank (banda)
Tank é uma banda de heavy metal formada em 1980 em Londres,  Inglaterra, por Algy Ward, Peter Brabbs e Mark Brabbs. Fez parte do movimento chamado NWOBHM. Seu som mescla heavy metal tradicional com influências do punk rock.
O grupo teve seu fim em 1988. Em 1997, a banda voltou a ativa, trazendo de novo (membro) apenas o baterista Steve Hopgood.
Em 2007, Algy Ward deixou a banda, mas ficou acordado entre os membros que Ward continuaria a gravar sob o nome Tank, assim como Tucker e Evans, mas em grupos distintos.
Em 2013, Ward grava um novo álbum solo: Breath Of The Pit.

## Integrantes
Banda de Ward
- Algy Ward — vocal, baixo (1980-88, 1997-2007), todos os instrumentos e vocais (2013-presente)

Banda de Tucker e Evans
- Mick Tucker — guitarra (1983—1988, 1997-presente)
- Cliff Evans — guitarra (1984—1988, 1997-presente)
- ZP Theart – vocais (2013-presente)
- Barend Courbois  – baixo (2014–presente)
- Bobby Schottkowski  – bateria (2014–presente)

Ex-membros
- Peter Brabbs — guitarra (1980-83)
- Mark Brabbs — bateria (1980-83, 2008)
- Michael Bettell — bateria (1984) (R.I.P. 2003)
- Graeme Crallan — bateria (1984) (R.I.P. 2008)
- Gary Taylor — bateria (1985-88)
- Bruce Bisland — bateria (2001-2007)
- Steve Clarke — bateria (1989)
- Steve Hopgood — bateria (1997-2001, 2012-2014)
- Dave "Grav" Cavill — bateria (2008-2011)
- Mark Cross — bateria (2011-2012)
- Chris Dale — baixo (2008-2014)
- Doogie White — vocal (2008-2014)

## Discografia
| Álbuns de estúdio - Filth Hounds of Hades — 1982 - Power of the Hunter — 1982 - This Means War — 1983 - Honour & Blood — 1984 - Tank — 1987 - Still at War — 2002 Álbuns ao vivo - The Return of the Filth Hounds — 1998 - War of Attrition - Live '81 — 2001 - Live and Rare — 2007 EPs - British Steel: Heavyweights of Metal Live & Loud — 1998 Coletâneas - Armour Plated — 1985 - The Filth Hounds of Hades - Dogs of War 1981 - 2002 — Boxed set, 2007 | - War Machine (2010) - War Nation (2012) - Valley of Tears (2015) - Breath of the Pit (2013) - Sturmpanzer (2016) |